# Nanni Moretti

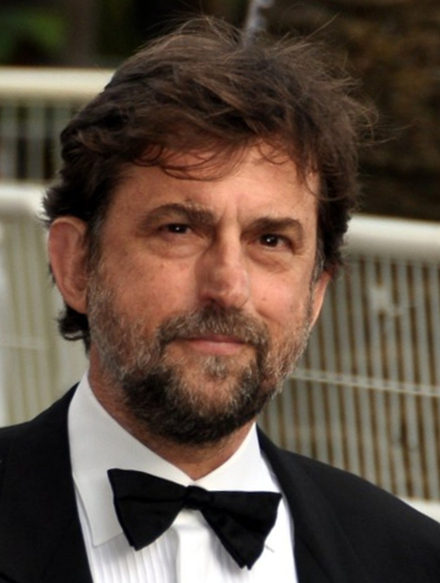
Nanni Moretti bei der Vorstellung seines Films Habemus Papam bei den Filmfestspielen von Cannes 2011

Nanni Moretti (* 19. August 1953 in Bruneck, Südtirol; eigentlich Giovanni Moretti) ist ein italienischer Filmregisseur, Filmproduzent und Schauspieler.

## Leben
Nanni Moretti wurde während eines Familienurlaubs in Bruneck (Brunico) in Südtirol geboren; sein Vater ist der Althistoriker Luigi Moretti. Der Literaturwissenschaftler Franco Moretti ist sein Bruder. Nanni Moretti wuchs in Rom auf, wo er seine großen Leidenschaften entwickelte: Politik, Wasserball und das Kino. Im Jahr 1973 schrieb er sich im Studiengang DAMS (Danza, arte, musica e spettacolo) an der Universität Bologna ein. Im selben Jahr drehte er in Rom mit einer Super-8-Kamera seine ersten Kurzfilme, in denen er zusammen mit Freunden auftrat. Für die Regisseure Paolo Taviani und Vittorio Taviani arbeitete er an einem Drehbuch mit und spielte eine kleine Rolle in dem Film Padre Padrone – Mein Vater, mein Herr (1977). Sein erster (auf Super 8 gedrehter) Langfilm, Ich bin ein Autarkist, entstand 1976 und war 1978 auf Filmfestivals u. a. in Berlin zu sehen. Es folgte die ebenso selbstironische auf 16 mm gedrehte Komödie Ecce Bombo (Die Nichtstuer, 1978), die ein Überraschungserfolg wurde und auf dem Filmfestival von Cannes gezeigt wurde. Der Film handelt von einer Gruppe junger Intellektueller in Rom, denen ein wirkliches Ziel im Leben fehlt. Auffällig in diesem und den folgenden Filmen Morettis sind die einfallsreichen, oft widersinnig erscheinenden Dialoge, offene Gesellschaftskritik und die bewusste Abwendung von Konventionen und Klischees des Populärfilms. Moretti spielte bis 2001 in seinen Filmen jeweils die Hauptrolle, auf die er gelegentlich ironisch überspitzt eigene Charakterzüge übertrug. Drehbücher schreibt er allein oder in Zusammenarbeit mit Kollegen. Ein Markenzeichen seiner Filme war bis 2001 die einfühlsame Musik von Nicola Piovani.
Nach dem kommerziellen Erfolg von Ecce Bombo in Italien konnte sich Moretti für sein nächstes Projekt Zeit nehmen. Da nun genügend finanzielle Mittel zur Verfügung standen, entschied er sich für ein schwieriges Sujet und drehte Sogni d'oro (Goldene Träume, 1981), eine mit Traumsequenzen durchsetzte, teils absurde Tragikomödie über einen jungen Filmemacher. Das Werk erhielt den Spezialpreis der Jury bei den Filmfestspielen von Venedig.
Sein dritter Spielfilm, Bianca (1984), zeigte einen gereiften Moretti in der Rolle eines jungen Lehrers, der sich in eine Kollegin verliebt und unter Mordverdacht gerät. Auch dies war eine Komödie, jedoch enthielt die Handlung erkennbarer als die Vorgängerfilme einen Plot und einen überraschenden Schluss.
Der Film Die Messe ist aus (1985) war Morettis erstes Drama, in dem er die komödiantische Zuspitzung in den Dienst einer im Grundsatz ernsten Handlung stellte. Moretti tritt darin als junger Priester auf, der schmerzhaft erfahren muss, dass seine Aufgabe in einer sich wandelnden Gesellschaft eine schwierige Herausforderung ist. Im Zentrum stehen Konflikte mit alten Freunden der 1968er-Bewegung und der Familie. Der Film erhielt 1986 auf der Berlinale den Silbernen Bären.
Moretti ordnet sich selbst politisch links ein und übt von dieser Warte aus Gesellschaftskritik; mit der Politik der Linksparteien war er jedoch meist unzufrieden. In Wasserball und Kommunismus (1989) verkörperte er einen unter Amnesie leidenden Politiker sozialistischer Gesinnung, den die Vergangenheit durch das Auftreten verschiedener Figuren einholt, während er an einem Wasserballturnier teilnimmt. Im Gegensatz zu seinen früheren Filmen drehte Moretti dafür größtenteils auf Sizilien, wo die benötigten Freibadkulissen aufgebaut werden konnten. Für La cosa (1990) filmte er über Monate politische Debatten der Kommunistischen Partei Italiens, die nach dem Mauerfall neue Orientierung suchte. Das Wirrwarr der Stimmen und Köpfe, das die Bilder zeigen, ließ er unkommentiert.
Im Jahr 1991 eröffnete Moretti ein Programmkino in Rom. Mittlerweile produzierte er auch Filme junger Regisseure und nahm Rollen in deren Filmen an. Sein nächster eigener Film, Liebes Tagebuch… (1993), verhalf ihm erneut zu internationalem Erfolg. Das Werk setzt sich aus drei Episoden zusammen, die autobiografische Züge tragen und von denen die dritte, so exakt wie möglich nachgestellt, Morettis Erlebnisse mit Ärzten dokumentiert. Dafür gewann er 1994 eine Auszeichnung für die beste Regie bei den Filmfestspielen von Cannes.
In dem an den Vorgänger erinnernden Film Aprile (1998) dokumentiert Moretti Vaterfreuden und berichtet halbfiktiv von seinen Bemühungen, einen Dokumentarfilm über die politische Situation und die Medien in Italien zu drehen. Eine ähnliche Arbeit, L'unico paese al mondo, war bereits 1994 erschienen: ein Episodenfilm mehrerer Regisseure (darunter Moretti), der eine erste filmische Notiznahme Silvio Berlusconis enthielt. Aprile ging noch einmal auf Berlusconi, namentlich auf seine 1996 verlorene Wahl ein und feierte den Sieg der Linken.
Mit dem in Ancona entstandenen Familiendrama Das Zimmer meines Sohnes gewann Moretti 2001 bei den Filmfestspielen von Cannes die Goldene Palme. In diesem bereits länger geplanten Projekt, das Moretti wegen der Geburt seines Kindes zurückgestellt hatte, ging es um den Umgang einer heilen kleinbürgerlichen Familie mit dem unerklärlichen Unfalltod des Sohnes. Moretti spielte hier den als Psychoanalytiker tätigen Vater. Im Gegensatz zu seinen früheren Werken war dieses frei von scherzhafter Übertreibung und autobiografischen Anklängen.
Im Jahr 2001 gehörte Moretti zu den Organisatoren der „Girotondo“-Bürgerversammlungen gegen Berlusconi. Ab 2003 mischte er sich verstärkt in die italienische Politik ein und forderte die linken Parteien auf, brauchbare alternative Konzepte zu erarbeiten, um die Bevölkerung von Berlusconi abzubringen. In New York entstand während einer Pressereise sein Kurzfilm The Last Customer. Ende März 2006, zwei Wochen vor den italienischen Parlamentswahlen, kam sein Film Der Italiener heraus, in dem er in Zusammenarbeit mit anderen Autoren kritisch die von Berlusconi geprägte italienische Gegenwart behandelte. Die Hauptrolle spielte Silvio Orlando, einer seiner Stammschauspieler. Der Film, der auch beim Festival in Cannes gezeigt wurde, erhielt in Italien den Premio David di Donatello u. a. als bester Film und für die beste Regie.

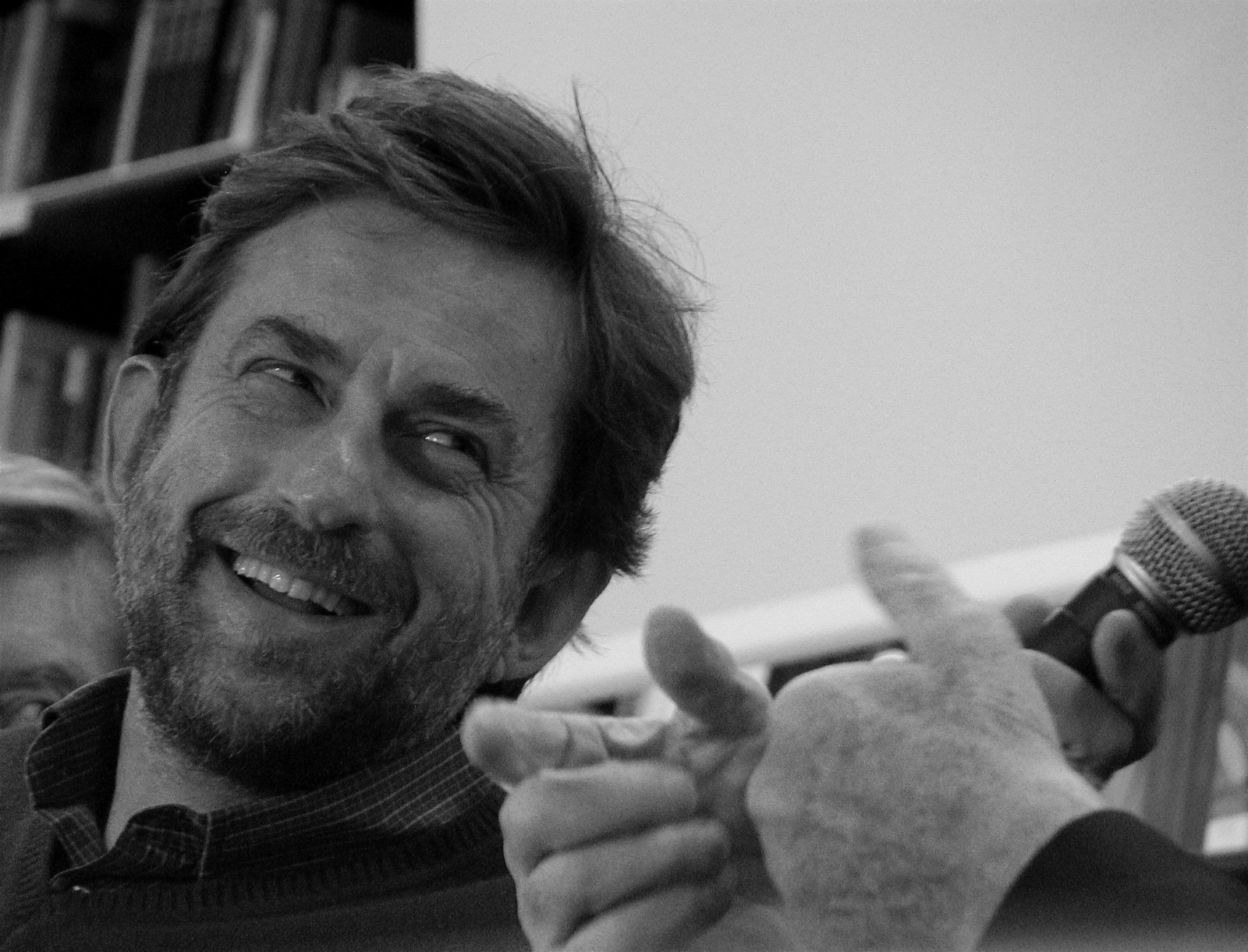
Moretti im Dezember 2007

2007 war Moretti Kurator der Filmfestspiele von Turin und produzierte wie viele weitere Regisseure einen Kurzfilm anlässlich des 60. Jubiläums des Festivals nach Cannes. Im Februar 2008 wurde Stilles Chaos auf der Berlinale vorgestellt. Moretti spielte die Hauptrolle in dieser von Antonello Grimaldi inszenierten Romanadaption, an deren Drehbuch er mitgewirkt hatte.
Im italienischen Wahlkampf im Frühjahr 2008 wies Moretti mehrfach darauf hin, dass Berlusconi die Öffentlichkeit manipuliere, indem er mehrere populäre Fernsehsender kontrollierte, und die staatlichen Institutionen nicht respektiere. Er mahnte die zahlreichen Linken, die Wahlen fern blieben, dringend zum Urnengang. Berlusconis Wahlsieg hielt er schließlich für tragisch und typisch italienisch. Im selben Jahr gab Moretti seinen Direktorenposten bei den Turiner Filmfestspielen auf, um sich neuen Projekten zu widmen.
So begannen im März 2010 die Dreharbeiten zu Habemus Papam – Ein Papst büxt aus (erschienen 2011). Der Film stellt die Beziehung eines neu gewählten Papstes (gespielt von Michel Piccoli) zu seinem Psychoanalytiker (Moretti) in den Mittelpunkt. Habemus Papam brachte Moretti seine sechste Einladung zum Wettbewerb der Filmfestspiele von Cannes. Im folgenden Jahr wurde Moretti auf dem 65. Filmfestival von Cannes zum Präsidenten der Wettbewerbs-Jury berufen. Auch mit Mia Madre (2015), Tre piani (2021) und Il sol dell’avvenire (2023) erhielt er Einladungen in den Hauptwettbewerb in Cannes.
In Deutschland sind bislang Das Zimmer meines Sohnes, Der Italiener, Stilles Chaos und Habemus Papam – Ein Papst büxt aus auf DVD erschienen.
Neben seiner Arbeit als Regisseur betreibt Moretti in Rom eine eigene Produktionsfirma, Sacher Film, und ein Kino, das Nuovo Sacher in Trastevere.
Er war bis 2001 mit Silvia Nono, einer Enkelin von Arnold Schönberg und Tochter Luigi Nonos, verheiratet.

## Filmografie

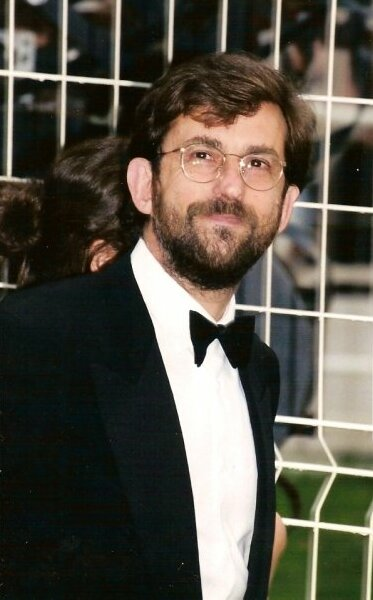
Moretti 2001 bei den Filmfestspielen von Cannes

Regie, Drehbuch und Produktion sowie Schauspieler
- 1973: La sconfitta (Kurzfilm)
- 1973: Pâté de bourgeois
- 1974: Come parli frate? (Kurzfilm)
- 1976: Ich bin ein Autarkist (Io sono un autarchico)
- 1978: Die Nichtstuer (Ecce Bombo)
- 1981: Goldene Träume (Sogni d’oro)
- 1984: Bianca
- 1985: Die Messe ist aus (La messa è finita)
- 1989: Wasserball und Kommunismus (Palombella rossa)
- 1990: La Cosa (Dokumentarfilm)
- 1993: Liebes Tagebuch… (Caro diario)
- 1994: L’unico paese al mondo  (eine Episode)
- 1996: Am Tag der Premiere von Close Up (Il giorno della prima di Close-Up) (Kurzfilm)
- 1998: Aprile
- 2001: Das Zimmer meines Sohnes (La stanza del figlio)
- 2002: The Last Customer (Kurzfilm)
- 2003: Il grido d’angoscia dell’uccello predatore: Tagli d’Aprile (Kurzfilm)
- 2006: Der Italiener (Il Caimano)
- 2006: Il diario del Caimano (Dokumentarfilm)
- 2007: Diario di uno spettatore (Kurzfilm)
- 2011: Habemus Papam – Ein Papst büxt aus (Habemus Papam)
- 2015: Mia Madre
- 2018: Santiago, Italia (Dokumentarfilm)
- 2021: Drei Etagen (Tre piani)
- 2023: Das Beste liegt noch vor uns (Il sol dell’avvenire)

nur Schauspieler
- 1977: Padre Padrone – Mein Vater, mein Herr (Padre Padrone)
- 1988: Von Räubern, Kavalieren und harmonischen Menschen (Domani accadrà) – Regie: Daniele Luchetti
- 1991: Der Taschenträger (Il Portaborse) – Regie: Daniele Luchetti
- 1996: Das zweite Mal (La seconda volta)
- 1996: Drei Leben und ein Tod (Trois vies et une seule mort) – Regie: Raúl Ruiz
- 2008: Stilles Chaos (Caos calmo)
- 2022: Der Kolibri – Chronik einer Liebe (Il colibrì) – Regie: Francesca Archibugi

nur Drehbuch
- 2008: Stilles Chaos (Caos calmo) – nach dem Roman von Sandro Veronesi

nur Produktion
- 2024: Vittoria